# Grand-Gosier
Grand-Gosier, in creolo haitiano Gran Gozye, è un comune di Haiti facente parte dell'arrondissement di Belle-Anse nel dipartimento del Sud-Est.